# Marc Reift
Marc Reift, né à Fleurier le 14 août 1955, est un interprète, pédagogue, compositeur, producteur, chef d'orchestre et éditeur suisse.

## Biographie
En contact avec la musique dès l'âge de 8 ans, Marc Reift devient, à partir de 1963, multi-instrumentiste, maîtrisant le piano, la guitare, la contrebasse, l’orgue, l’accordéon, la batterie et le trombone. Diplômé des Conservatoires de Berne et de Cologne, il obtient ses titres de Professeur de trombone et de Virtuosité à Berne, et sa Licence de Concert à Cologne (professeur Branimir Slokar). 
À vingt ans, il est admis à l'orchestre symphonique de Bienne, puis à l’orchestre symphonique de Berne et devient trombone solo à l’orchestre de l’Opéra de Zürich, où il demeure pendant plus de 15 ans. Pendant cette période, il exerce comme professeur de trombone et écrit plusieurs Méthodes Pédagogiques. 
En tant que tromboniste, Marc Reift participe à plusieurs formations internationales (Pop, Big Band, Quatuor de Trombones Slokar...) 
Comme compositeur, Marc Reift a écrit des centaines de pièces, sous son nom, et sous les pseudonymes de Ted Barclay et Carlos Montana.
Comme chef d'orchestre, Marc Reift a dirigé et enregistré plus de 5 000 œuvres sur plus de 800 albums, avec de nombreuses formations, comme le London Wind Orchestra, le Philharmonic Wind Orchestra, le Brass Band Williams Fairey (en), le Prague Festival Orchestra, le Prague Festival Strings, le Prague Pops Orchestra, le Prague Chamber Choir, le Ballroom Dance Orchestra et avec son propre orchestre, le Marc Reift Orchestra.
En 1983, Marc Reift fonde sa propre maison d’édition, les Éditions Marc Reift (EMR), qui comptent aujourd'hui plus de 85 000 titres, ainsi qu'une société de production de CDs "Marcophon".

## Collections
Marc Reift a publié les Collections suivantes, utilisées pour l'enseignement :
- Colette Mourey (compositeur)
- Francis Orval (cor)
- Günter Noris (de) (compositeur-arrangeur)
- Ifor James (en) (cor)
- Jérôme Naulais (compositeur-arrangeur)
- Jozsef Molnar (cor des alpes)
- Sergei Nakariakov (trompette)
- Timofeï Dokchitser (trompette)
- Thierry Caens (trompette)
- Andrea Giuffredi (trompette)
- Milan Rericha (clarinette)
- Branimir Slokar (trombone)
- Walter Hilgers (tuba)

## Discographie
Depuis 1996, Marc Reift a enregistré et produit plus de 800 Albums.

## Prix et distinctions
Prix Habitzel en 1977, prix de la Fondation Suisa en 1996 , Marc Reift est également lauréat des Concours Internationaux de Vercelli et de Genève.

## Musiques de film
Les titres Zirkus Renz, Circus March et Die Zirkusprinzessin figurent sur la bande originale du film Escape from Tomorrow (2013),.